# Bruddeutzia
Bruddeutzia (Deutzia gracilis) är en hortensiaväxtart som beskrevs av Philipp Franz von Siebold och Zucc. Enligt Catalogue of Life ingår Bruddeutzia i släktet deutzior och familjen hortensiaväxter, men enligt Dyntaxa är tillhörigheten istället släktet deutzior och familjen hortensiaväxter. Arten har ej påträffats i Sverige. Inga underarter finns listade i Catalogue of Life.

## Bildgalleri

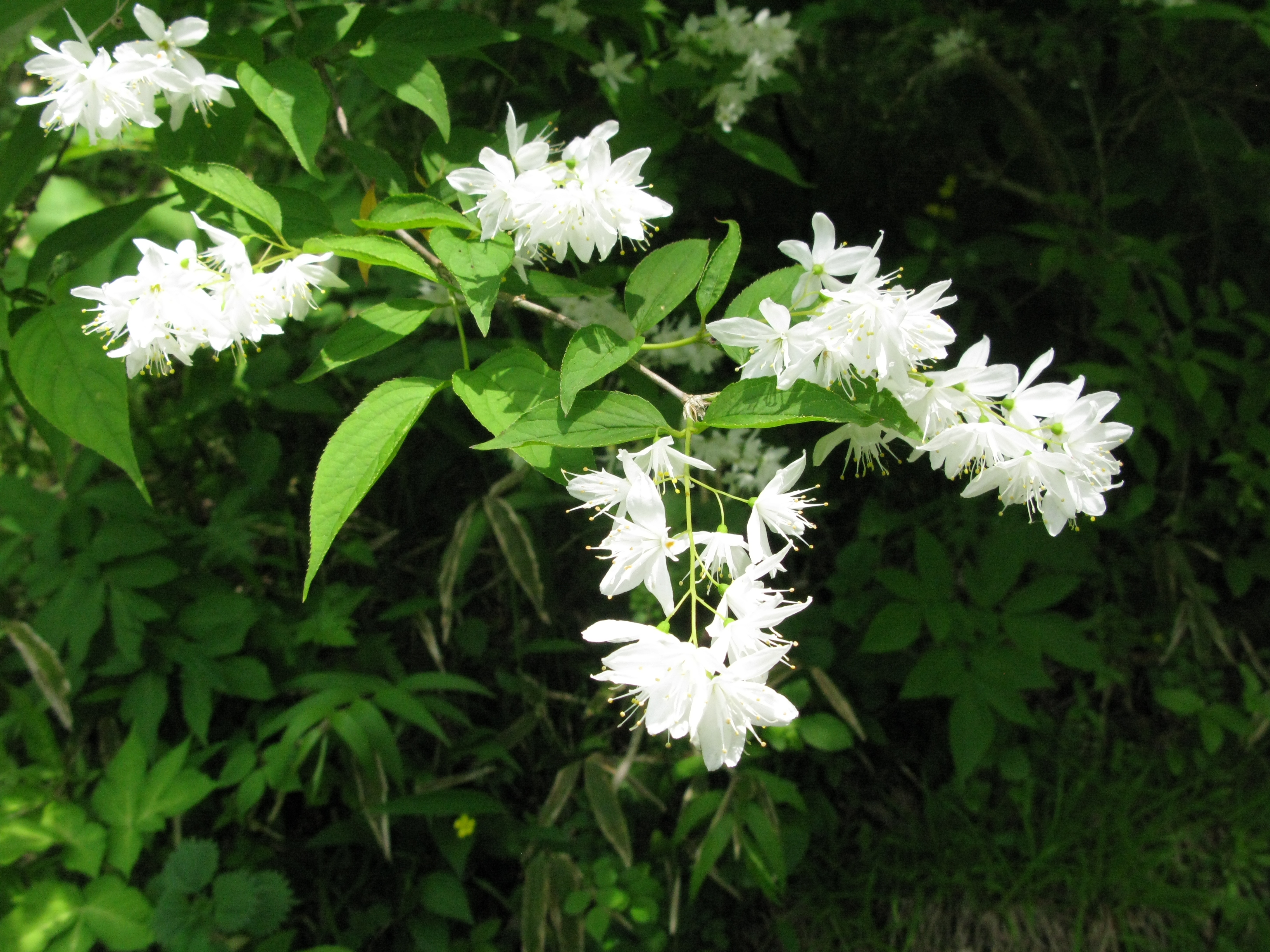
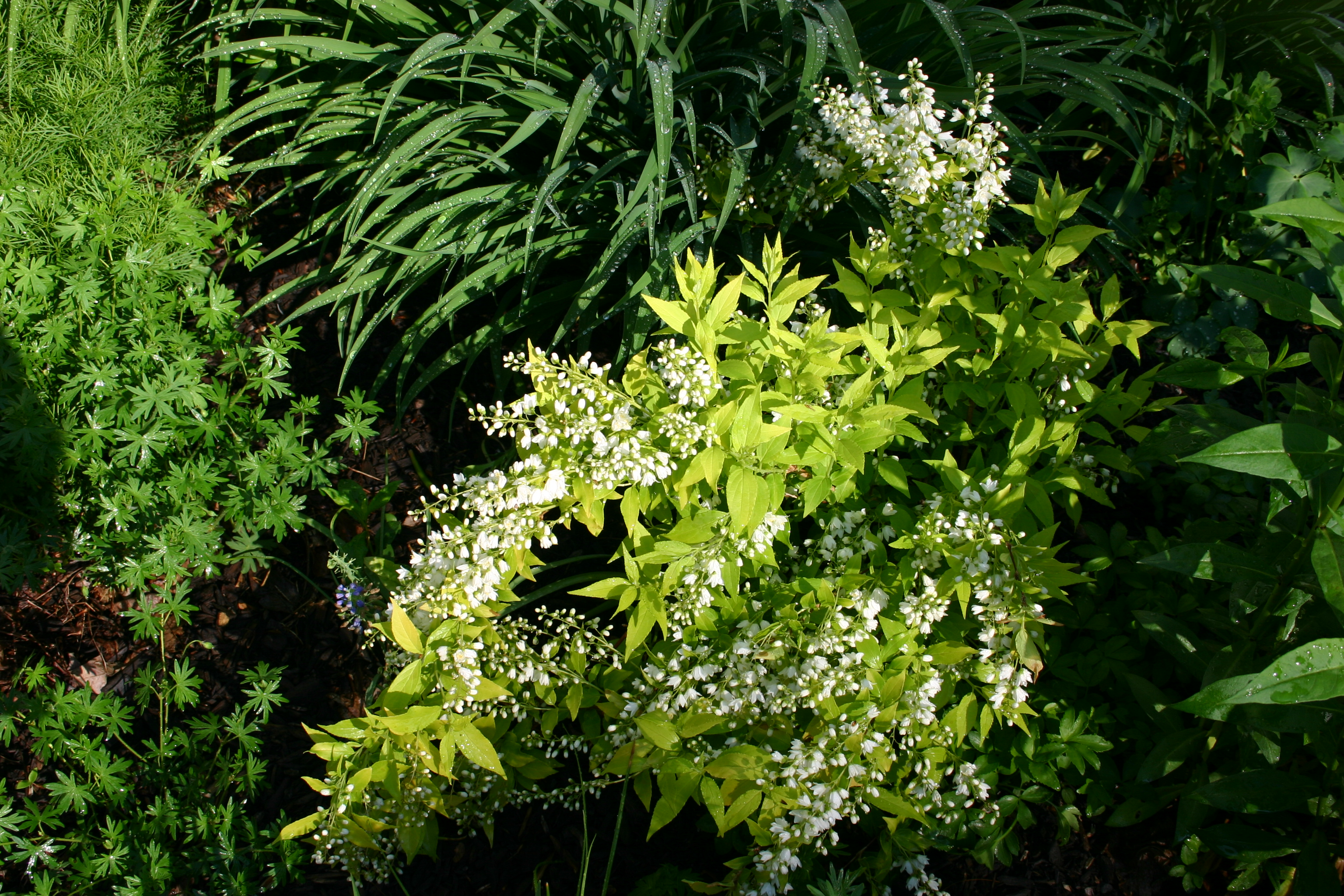
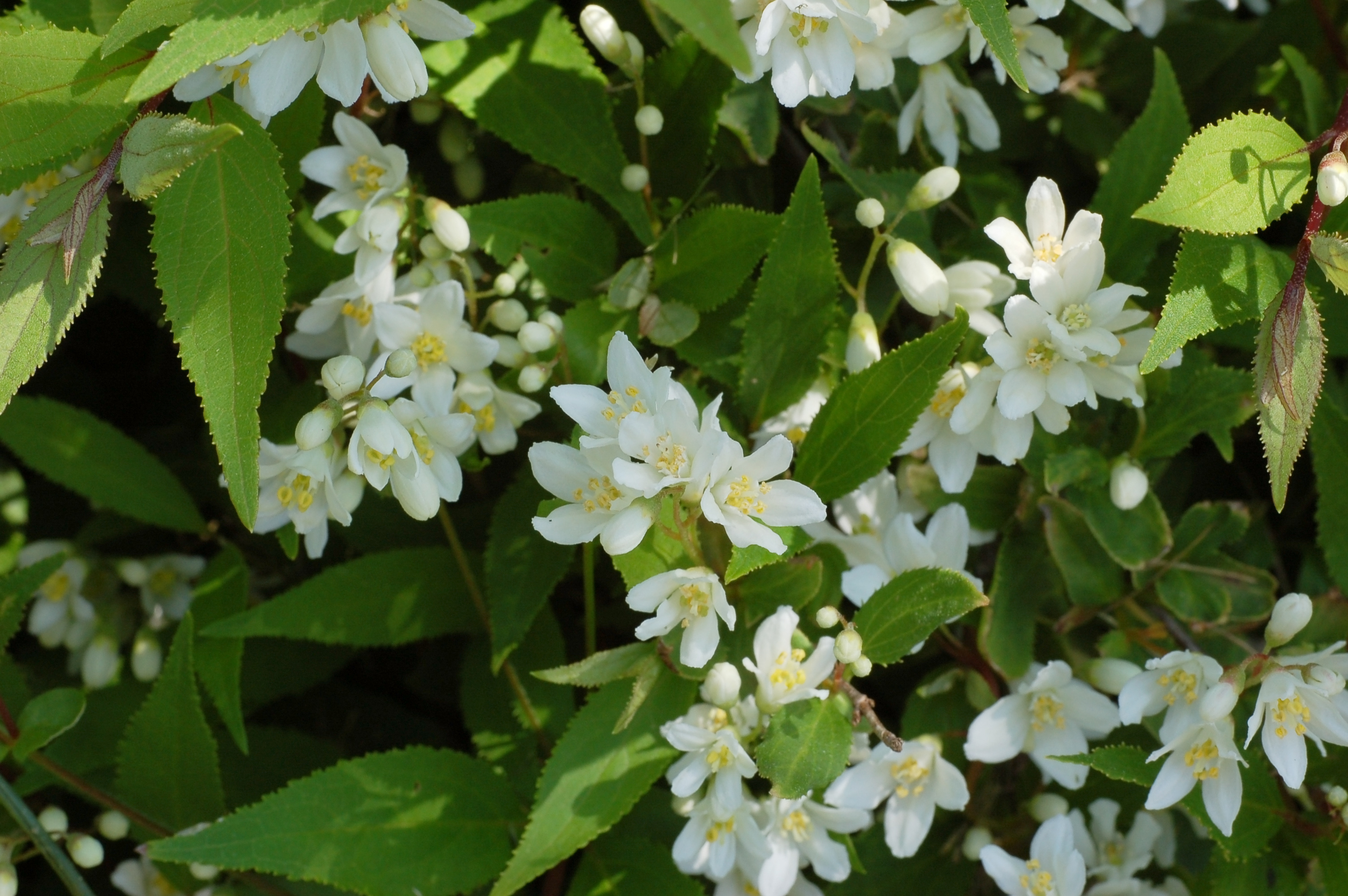
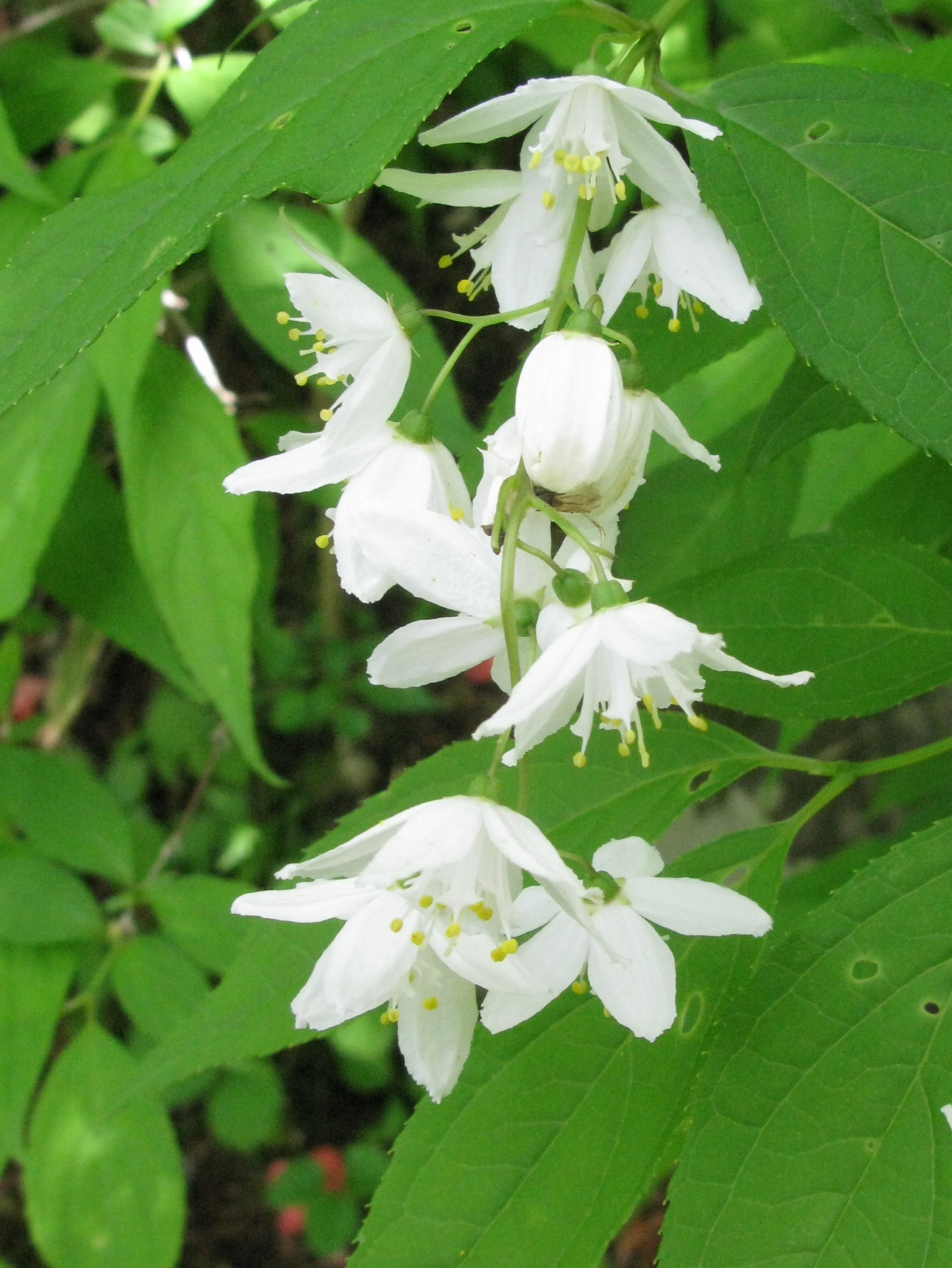
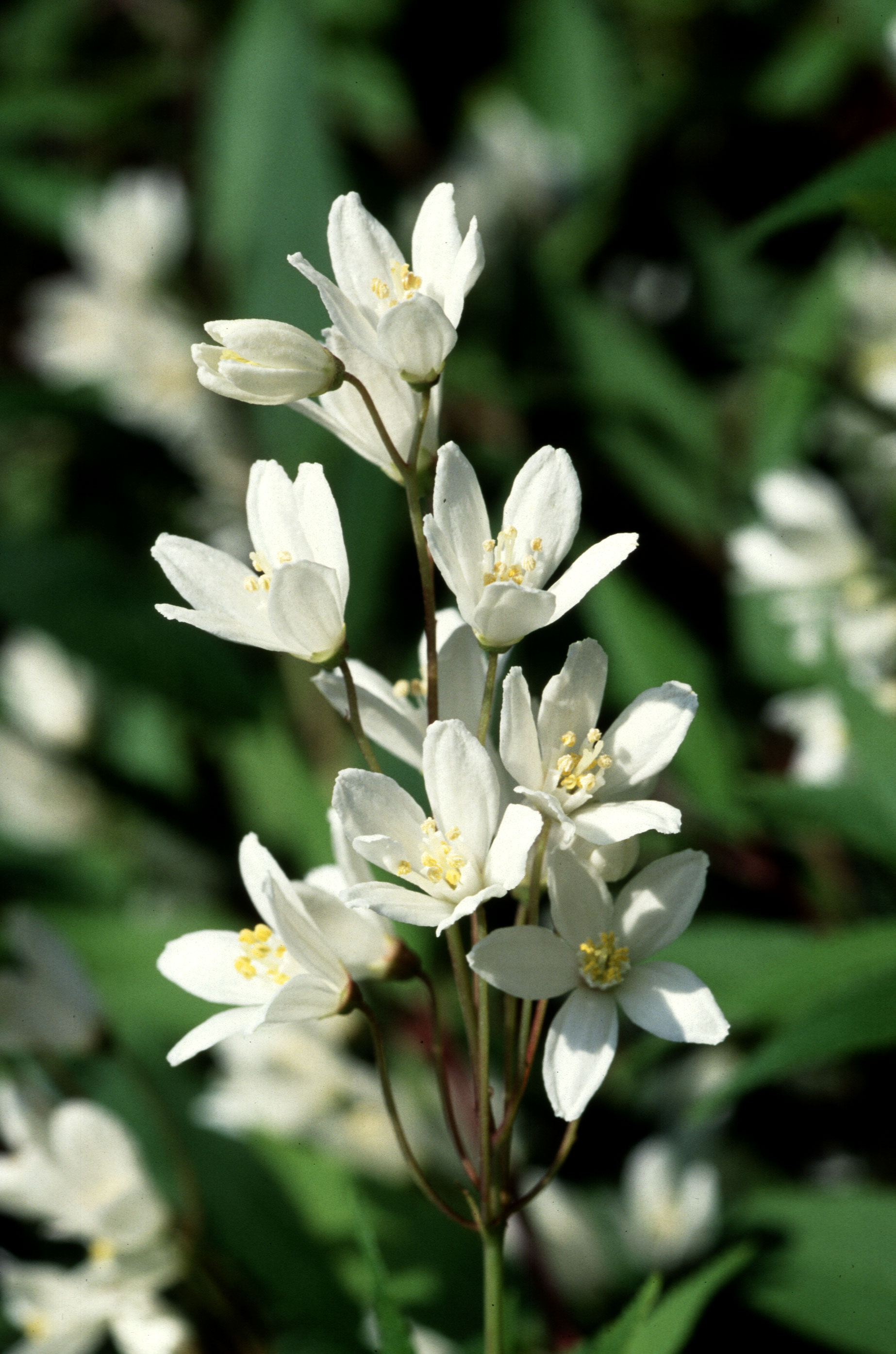
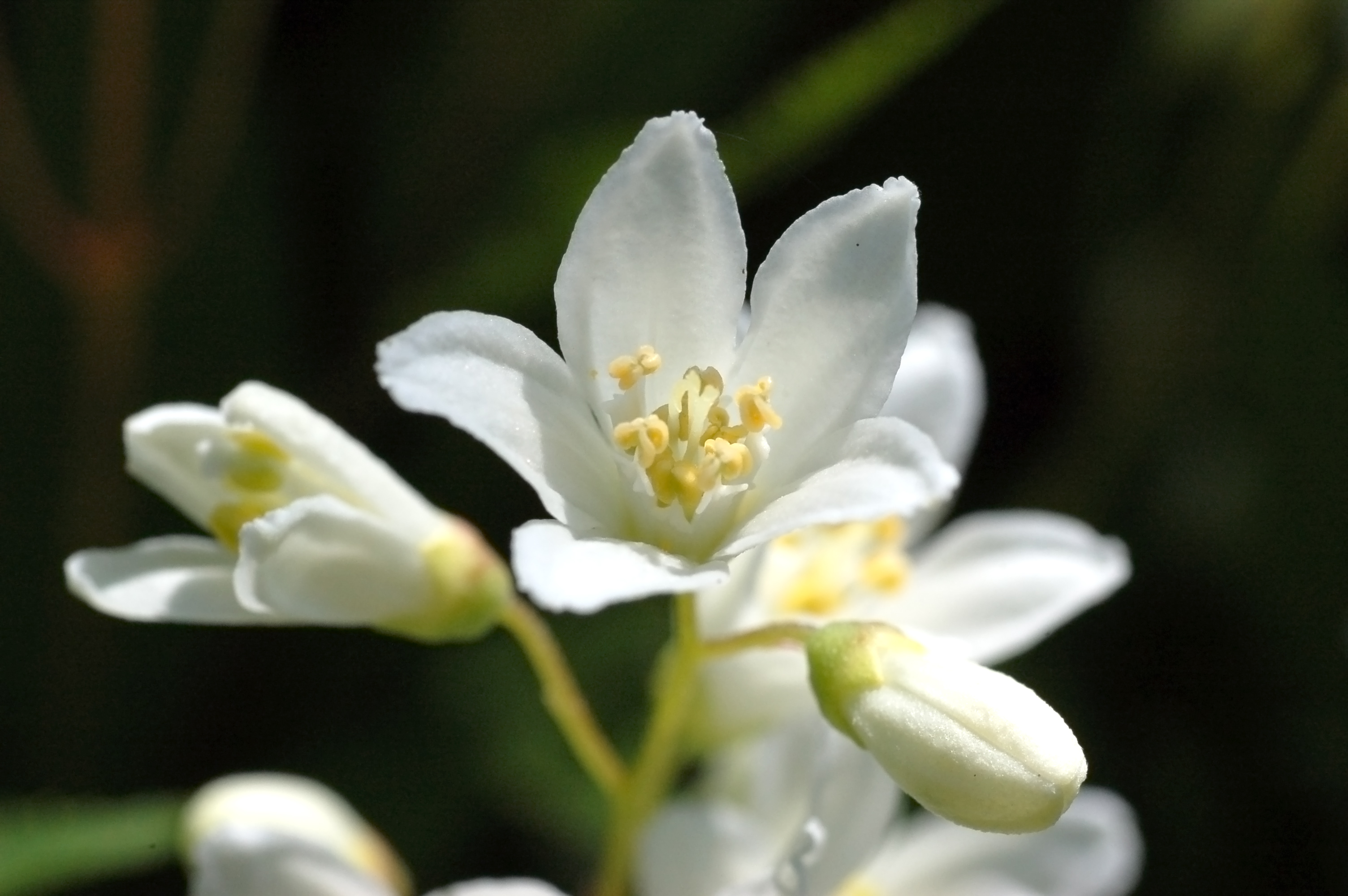